# Kara Goucher
Kara Goucher, nata Kara Grgas (New York, 9 luglio 1978), è una mezzofondista e maratoneta statunitense.

## Palmarès
| Anno | Manifestazione  | Sede    | Evento        | Risultato | Prestazione | Note                                     |
| ---- | --------------- | ------- | ------------- | --------- | ----------- | ---------------------------------------- |
| 2007 | Mondiali        | Osaka   | 10000 m piani | Argento   | 32'02"05    |                                          |
| 2008 | Giochi olimpici | Pechino | 10000 m piani | 9ª        | 30'55"16    |                                          |
| 2009 | Mondiali        | Berlino | Maratona      | 9ª        | 2h27'48"    | Miglior prestazione personale stagionale |
| 2011 | Mondiali        | Taegu   | 10000 m piani | 13ª       | 32'29"58    |                                          |
| 2012 | Giochi olimpici | Londra  | Maratona      | 10ª       | 2h26'07"    |                                          |

## Campionati nazionali
2000
- 8ª ai campionati statunitensi, 5000 m piani - 15'34"47

2001
- 7ª ai campionati statunitensi, 5000 m piani - 15'41"77

2003
- 13ª ai campionati statunitensi, 1500 m piani - 4'16"15

2004
- 15ª ai campionati statunitensi, 5000 m piani - 16'30"35

2005
- 11ª ai campionati statunitensi, 5000 m piani - 15'41"27
- 6ª ai campionati statunitensi di 5 km su strada - 15'58"

2006
- Argento ai campionati statunitensi, 5000 m piani - 15'14"13

2007
- Argento ai campionati statunitensi, 10000 m piani - 32'33"80

2009
- Oro ai campionati statunitensi, 5000 m piani - 15'20"94

2011
- Argento ai campionati statunitensi, 10000 m piani - 31'16"65

2012
- Oro ai campionati statunitensi di mezza maratona - 1h09'46"
- Argento ai campionati statunitensi, 10 miglia su strada - 53'56"

2013
- 5ª ai campionati statunitensi, 10000 m piani - 32'59"23

2015
- 11ª ai campionati statunitensi, 10 miglia su strada - 54'54"
- 18ª ai campionati statunitensi, 5000 m piani - 16'05"35

## Altre competizioni internazionali
2004
- 13ª al Prefontaine Classic ( Eugene), 1500 m piani - 4'16"48

2005
- 9ª all'ISTAF Berlin ( Berlino), 5000 m piani - 15'24"59

2006
- 9ª al Prefontaine Classic ( Eugene), 1500 m piani - 4'07"50

2007
- Bronzo all'ISTAF Berlin ( Berlino), 5000 m piani - 14'55"02
- 7ª al Prefontaine Classic ( Eugene), 1500 m piani - 4'10"29

2008
- Bronzo alla Maratona di New York ( New York) - 2h25'53"
- Bronzo al Prefontaine Classic ( Eugene), 5000 m piani - 14'58"10

2009
- Bronzo alla Maratona di Boston ( Boston) - 2h32'25"
- Oro alla Mezza maratona di Lisbona ( Lisbona) - 1h08'30"
- 7ª al Prefontaine Classic ( Eugene), 2000 m piani - 5'41"28

2011
- 5ª alla Maratona di Boston ( Boston) - 2h24'52"
- 9ª al Prefontaine Classic ( Eugene), 5000 m piani - 15'11"47

2013
- 6ª alla Maratona di Boston ( Boston) - 2h28'11"

2014
- 13ª alla Maratona di New York ( New York) - 2h37'03"